# Susan Strasberg
Susan Elizabeth Strasberg (født 22. maj 1938, død 21. januar 1999) var en amerikansk skuespillerinde.
Hun var datter af Lee og Paula Strasberg som begge var aktive i det amerikanske film- og teatermiljø.
Strasberg døde 60 år gammel af brystkræft.

## Barndom
Strasberg blev født 22. maj 1938 i New York. Hun var datter av Lee Strasberg, lederen for Actors Studio, og skuespillerinstruktøren Paula Strasberg. Hun havde en yngre broder, John.

## Karriere
Strasberg havde succes med sine to første film, Spindelvæv og Picnic i 1955. Hun blev nomineret til BAFTA for sin rolle i sidstnævnte film. Samme år debuterede hun på Broadway i rollen som Anne Frank i teaterstykket Anne Franks dagbog. Hun vandt Theatre World Award og blev nomineret til Tony Award for sin rolle i dette teaterstykke. Fra 1957 til 1958 havde hun en hovedrolle i Broadway-teaterstykket Time Remembered og indledte et kortvarigt forhold til modspilleren Richard Burton. I 1959 spillede hun hovedrollen i den italienske film Kapò, som handlede om en ung jødisk pige, som prøver at flygte fra en koncentrationslejr. Filmen blev nomineret til Oscar for bedste fremmedsprogede film i 1960, og Strasberg vandt selv prisen for bedste skuespillerinde under Filmfestivalen i Mar del Plata. I 1963 blev hun nomineret til Golden Globe for sin rolle i filmen Hemingway's Adventures of a Young Man.
Fra 1960- til 1980-tallet spillede hun gæsteroller i en række TV-serier, herunder The Virginian, The Invaders, Bonanza, The F.B.I., Breaking Point, Burke's Law, The Streets of San Francisco, Night Gallery, McCloud, Alias Smith and Jones, The Big Valley, Remington Steele og The Rockford Files. I begyndelsen af 1960-erne boede hun i Italien, hvor hun ofte blev kaldt "La Strasberg". I 1993 var hun jurymedlem under Filmfestivalen i Berlin.
Strasberg skrev også to bedstsælgende memoirer. I selvbiografien Bittersweet, skrev hun om sine turbulente forhold til skuepillerne Richard Burton og Christopher Jones, og hendes datters problemer med en alvorlig hjertefejl. I Marilyn and Me: Sisters, Rivals, Friends skrev hun om forholdet til sin "surrogatsøster", Marilyn Monroe, som var en nær ven af familien Strasberg i mange år. Da hun døde, var hun i gang med en tredje bog, Confessions of a New Age Heretic, som handlede om hendes "spirituelle rejse" de sidste 20 år.

## Privatliv
I 1965 giftede Strasberg sig med skuespilleren Christopher Jones. Datteren Jennifer blev født et halvt år senere. Strasbergs ægteskab var turbulent og endte i 1968. Strasberg blev diagnosticeret med brystkræft i slutningen af 1990-erne. Kræften syntes at være i remission, men hun døde uventet af sygdommen 21. januar 1999 i New York.

## Filmografi (udvalg)
- 1955 Picnic
- 1973 Frankenstein
- 1986 The Delta Force

## Priser og nominationer
| År   | Pristitel                      | Kategori                                        | Film/Teaterstykke                     | Resultat  |
| ---- | ------------------------------ | ----------------------------------------------- | ------------------------------------- | --------- |
| 1956 | Theatre World Award            | —                                               | Anne Franks dagbog                    | Vundet    |
| 1956 | Tony Award                     | Bedste kvindelige skuespiller i et teaterstykke | Anne Franks dagbog                    | Nomineret |
| 1957 | BAFTA                          | Mest lovende nye skuespiller i film             | Picnic                                | Nomineret |
| 1961 | Filmfestivalen i Mar del Plata | Bedste kvindelige skuespiller                   | Kapò                                  | Vundet    |
| 1963 | Golden Globe                   | Bedste kvindelige skuespiller – Drama           | Hemingway's Adventures of a Young Man | Nomineret |